# تندو حیدر
تندو حیدر (به انگلیسی: Tando Hyder) یک منطقهٔ مسکونی در پاکستان است که در ناحیه حیدرآباد، سند واقع شده‌است.